# Rajd Liège-Rome-Liège 1960
Rajd Liège-Rome-Liège 1960 (19. Liège-Rome-Liège) – 19. edycja rajdu samochodowego Rajd Liège-Rome-Liège rozgrywanego w Belgii. Rozgrywany był od 30 sierpnia do 4 września 1960 roku. Była to dziewiąta runda Rajdowych Mistrzostw Europy w roku 1960.

## Klasyfikacja rajdu
| Miejsce                      | Kierowca                     | Pilot                        | Samochód                     | Czas                         | Strata                       |                              |
| Klasyfikacja generalna i ERC | Klasyfikacja generalna i ERC | Klasyfikacja generalna i ERC | Klasyfikacja generalna i ERC | Klasyfikacja generalna i ERC | Klasyfikacja generalna i ERC | Klasyfikacja generalna i ERC |
| ---------------------------- | ---------------------------- | ---------------------------- | ---------------------------- | ---------------------------- | ---------------------------- | ---------------------------- |
| 1.                           | Pat Moss-Carlsson            | Ann Wisdom-Riley             | Austin-Healey 3000           | 1:03:04                      | 0.0                          |                              |
| 2.                           | Guy Sander                   | Willy Sander                 | Porsche 356 1600 Carrera     | 1:09:11                      | +6:07                        |                              |
| 3.                           | John Sprinzel                | John Patten                  | Austin-Healey Sprite Mk1     | 1:10:56                      | +7:52                        |                              |
| 4.                           | Christian Poirot             | Guillemin                    | Porsche 356 1600 Carrera     | 1:14:49                      | +11:45                       |                              |
| 5.                           | David Seigle-Morris          | Vic Elford                   | Austin-Healey 3000           | 1:21:00                      | +17:56                       |                              |
| 6.                           | Jean Demortier               | Jean-Marie Lagae             | Auto Union 1000 S            | 1:30:09                      | +27:05                       |                              |
| 7.                           | Guy Verrier                  | Jacques Badoche              | Citroën ID 19                | 1:40:10                      | +37:06                       |                              |
| 8.                           | Claudine Bouchet             | Renée Wagner                 | Citroën ID 19                | 1:46:19                      | +43:15                       |                              |
| 9.                           | François Bichat              | Claude Marbaque              | Volvo 122 S                  | 2:11:22                      | +1:08:18                     |                              |
| 10.                          | John Gott                    | Jones Rupert                 | Austin-Healey 3000           | 2:17:12                      | +1:14:08                     |                              |